# Guillaume de Massa
Guillaume de Massa  (italien  Guglielmo di Massa, sarde : Gulielmu Ier Salusio V)  (1160-1214)  est un noble italien qui est Juge de Cagliari  de 1188 à 1214  et contrôle en partie l'île de Sardaigne. Le célèbre troubadour occitan Peire Vidal lui a dédié le sirventes "Pos ubert à Món Tezaur ric" ( "a Marques de Sardenha / Q'ab joi Viu ab sen règne").

## Origine
Guillaume marquis de  Massa est le neveu par alliance d'un Juge précédent de Cagliari  Pietro Torchitorio III, sa mère est en effet Giorgia de Lacon-Gunale une fille cadette de Costantino II Salusio III , alors que son père est un noble originaire de Ligurie de la famille des Obertenghi;  Oberto marquis de Massa en Toscane et de  Corse. Il est à l'origine d'une nouvelle dynastie sarde dite les « Lacon-Massa » qui s'éteindra avec ses petits-enfants.

## Le conquérant

Le prétendu blason du Judicat de Cagliari

Les Judicats de Sardaigne

Le règne de Guillaume de Massa se caractérise par une politique d'agressions continuelles contre les autres Judicats sardes qui lui permet de dominer une grande partie de la Sardaigne.
Dès 1188 avec son père Oberto il s'empare du Judicat de Cagliari en dépossède son oncle maternel par alliance Pietro Torchitorio III de Lacon-Gunale. Après la mort de son père Oberto en janvier 1188 il se proclame Juge sous le nom de « Gulielmu Ier Salusio V ». Il continue ses conquêtes par la prise de contrôle en 1194 du Judicat de Torres, dirigé à l'époque par Costantino II de Torres, il occupe château del Goceano où il emprisonne Prusininda, l'épouse catalane du Juge et qui malgré les pressions du pape  Célestin III  qui intercédait pour sa libération, meurt de faim en captivité l'année suivante à Santa Igia (1195). Il en conserve le contrôle du Judicat en donnant une de ses filles Agnese, comme épouse au futur Mariano II de Torres. 
En février 1196 il s'empare du Judicat d'Arborée  après avoir vaincu dans un combat le Juge Pietro Ier de Lacon-Serra, co-dirigeant d'Arborée depuis 1192 avec son neveu avec  
Ugone Ier de Bas Il prend  la ville d'Oristano, capitale du Judicat, qu'il incendie afin d'obliger le clergé et le peuple à le reconnaître comme leur souverain. Pietro Ier et son fils Barisone sont capturés et emprisonnés tandis que Ugone se réfugie à Gènes où il demeure au moins jusqu'en 1198. Guillaume de Massa devient ainsi momentanément le Juge de Cagliari, et d'Arborée unifiant ainsi  de facto les deux Judicats.
Lorsque meurt le Juge Barisone II de Gallura en 1203 en laissant comme seule héritière une fille Elena, Guillaume tente de lui faire épouser son propre beau-frère Guiglielmo Malaspina. Ce projet échoue et Elena s'unit à noble Pisan, Lamberto Visconti di Eldizio. Guillaume de Massa négocie en même temps un accord avec Ugone Ier de Bas et lui propose sa fille cadette Precioza comme épouse. Ugone accepte retrouve son Judicat et l'union est consommée en 1206.     
En 1213 Guillaume de Massa doit faire face à l'opposition de ses nouveaux rivaux la faction des Visconti  de Pise et il est défait près de la rivière Frigido dans les environs de Massa, en Toscane. Cette déroute met définitivement fin à ses ambitions de consolider sa domination sur la Sardaigne et de maintenir son contrôle sur les possessions continentales héritées de son père. Guglielmo meurt en 1214 et sa fille ainée Benedetta de Cagliari lui succède avec son mari Barisone Torchitorio IV d'Arborée.

## Unions et postérité
Guillaume de Massa se marie deux fois avec 
1)  Adelaide fille de Moruello Malaspina  dont  deux filles qu'il utilise pour consolider ses alliances :
- Benedetta de Cagliari († 1232) , sa fille ainée et héritière qui en  1214 se marie avec  Barisone III d'Arborée († 1217) , le fils du vaincu  Pietro Ier puis avec Lamberto Visconti di Eldizio et enfin avec Enrico di Ceola et ensuite Rinaldo Gualandi.
- Agnese († après 1256) , future régente, qui épouse d'abord  Mariano II de Torres, ils sont les parents d'Adelasia de Torres,  puis Ranieri della Gherardesca († 1248).

2) Guisiana Burgundione  fille de Guido Burgundione comte de Capraia.
- Preziosa († vers 1230) qu'il donne comme épouse en 1206 à Ugone Ier de Bas co Juge d'Arborée († 1217),

## Sources
- (it) Gian Giacomo Ortu La Sardegna dei giudici Regione autonoma della Sardegna, 2005,  (ISBN 8889801026) « Le avventure di Guglielmo » p. 126-133.
- (en) Medieval Lands : Judges of Cagliari (Sardinia)
- (en) Site de I. Mladjov Medieval Sardinia (Sardegna).